# Прокофьев, Георгий Николаевич
Гео́ргий Никола́евич Проко́фьев (1897—1942) — советский лингвист и этнограф, учёный-северовед, исследователь языков и создатель письменности самодийских народов, педагог (теоретик и практик).

## Биография
Георгий Прокофьев учился на этнографическом факультете Географического института, который затем был преобразован в этнографическое отделение географического факультета Ленинградского университета. Его преподавателями были крупнейшие этнографы того времени — Л. Я. Штернберг и В. Г. Богораз.
В 1921 году Г. Прокофьев был командирован для изучения ненцев от Северной промысловой экспедиции, во время которой он не только собирал этнографические материалы, но и делал зарисовки (пейзажи, жанровые сцены, портреты).
В январе 1922 года состоялась выставка экспонатов, привезенных экспедицией, там же были выставлены акварели Прокофьева. Во время выставки состоялись лекции и беседы о Севере, в частности, Г. Прокофьев сделал два сообщения: «Среди самоедов» и «По Оби и во льдах Карского моря».
В 1925 году Комитетом Севера при Президиуме ВЦИК Прокофьев был направлен для изучения экономического и культурного положения кетов и самоедов в Тазовскую тундру, о которой в те времена было очень мало известно. Там, вместе с женой, Екатериной Дмитриевной Прокофьевой, также воспитанницей этнографического отделения, он в течение трех лет работал заведующим и одновременно учителем во вновь организованной в местечке Янов Стан школе-интернате для остяко-самоедов. Он изучил в совершенстве селькупский язык, что впоследствии дало ему возможность написать очерк грамматики селькупского языка и привлекать селькупский материал для решения вопросов этногенеза самодийских народов.
Методикой преподавания Прокофьева заинтересовалась Н. К. Крупская, которая лично встречалась с ним. Вернувшись из Тазовской тундры, Г. Н. Прокофьев два года (1929—1931) работал по направлению Комитета Севера заведующим краеведческой базой при самоедской культбазе Хоседа-Хард. По пути туда ему пришлось более двух месяцев провести в районе Югорского шара (Большеземельская тундра), чем он воспользовался для изучения ненецкого языка. Работая краеведом на культбазе, Прокофьев принимал участие в создании культактива Ненецкого национального округа, переподготовке учителей школ и т. д.
В 1933 году Прокофьевым была совершена длительная поездка в Таймырский национальный округ, где он собрал богатый материал по нганасанскому и энецкому языку. В результате пятилетней работы на Севере языки самодийской группы оказались настолько изученными им, что реальным стало создание учебников и грамматических очерков, то есть практическое использование данных языков для повышения культурного уровня этих народностей.
В промежутках между экспедициями, а с осени 1933 года постоянно Г. Н. Прокофьев вёл преподавательскую и научно-организационную работу в Институте народов Севера (ИНС), Педагогическом Институте им. А. И. Герцена, в Институте по изучению народов СССР, был заведующим лингвистической секцией научно-исследовательской ассоциации ИНСа, старшим научным сотрудником Комитета нового алфавита.
Ещё в 1929 году Георгий Прокофьев стал действительным членом Географического общества СССР.
С 1938 года Г. Н. Прокофьев — старший научный сотрудник и заведующий Кабинетом Сибири Института этнографии АН СССР.
В 1938—1941 годах он также вел преподавание этнографии народов Сибири и самодийских языков на этнографическом отделении филологического факультета Ленинградского университета.
Он вел эти занятия почти до конца 1941 года в тяжёлых условиях блокадной зимы.
В январе 1942 года Георгий Николаевич Прокофьев скончался.

### Дети
- Ольга Георгиевна (ум. 1945)
- Анна Георгиевна
- Инга Георгиевна
- Александр Георгиевич (род. 1 сентября 1937 - ум. 25 июня 2016)

### Исследовательская деятельность
Результатом научно-теоретических исследований Прокофьева явились статьи, в которых решаются важнейшие вопросы формирования народов Обь-Енисейского бассейна.
Г. Н. Прокофьев в ряде работ развивает теорию двухкомпонентности культуры современных самодийских народов. Особенно ярко эта идея отражена в опубликованных им статьях «Этногения народов Обь-Енисейского бассейна», «Числительные в самодийских языках» и др. К сожалению, диссертационная работа, подготовленная Г. Н. Прокофьевым, погибла во время войны. Сохранился лишь её подробный проспект и протокол обсуждения. Из них можно сделать вывод о большом научном значении этого исследования. В послевоенные годы предположение о двухкомпонентности культуры ненцев получило дальнейшее развитие и сохраняет своё значение в наши дни. Отдельные частные положения теории Прокофьева были дополнены, уточнены, однако вклад этого ученого в исследование этногенеза ряда народов Севера весьма существен, его идеи и выводы служат отправной точкой исследований многих ученых.

### Педагогическая деятельность
Прокофьев был очень хорошим педагогом, о чём свидетельствует не только его
собственная преподавательская деятельность, но и обширная учебно-методическая
литература, автором или редактором которой он являлся. Следует отметить, что Г. Н. Прокофьев был активным участником создания письменности для самодийских народов, в том числе для одной из крупных народностей Севера — ненцев. Им составлены первый ненецкий букварь «Новое слово» («Edej wada») ещё на основе латинского алфавита, а затем на основе русского, первый самоучитель ненецкого языка, первые грамматические очерки ненецкого, селькупского, энецкого и нганасанского языков.

### Увлечения
Г. Н. Прокофьев был разносторонне одаренным человеком. Будучи признанным лингвистом-исследователем, он также прекрасно рисовал (его живописные и карандашные рисунки хранятся в Архиве Музея антропологии и этнографии РАН, играл на скрипке.